# 卡利诺韦 (舍佩蒂夫卡区)
50°8′32″N 26°22′45″E / 50.14222°N 26.37917°E
卡利诺韦（烏克蘭語：Калинове），2024年9月前名为切爾沃内（烏克蘭語：Червоне），是烏克蘭的村落，位於該國西部赫梅利尼茨基州，由舍佩蒂夫卡區比洛希爾亞市鎮負責管轄，始建於1929年，面積0.08平方公里，海拔高度297米，2001年人口222。
2024年9月19日，乌克兰最高拉达将此村的名字改为丘马基。